# Software comercial
Constituyen software comercial todos aquellos programas informáticos cuyo uso cuesta dinero, ya sean estos libres o propietarios. Numerosas empresas tecnológicas se sustentan a través de la venta o alquiler de licencias comerciales que permiten acceder al producto en su versión completa.

## Definición
Si bien la creación de software era un proceso igual o más costoso en tiempo y esfuerzo que la creación de bienes físicos, la reproducción, duplicación y uso compartido de software como bienes digitales es, en comparación, desproporcionadamente fácil. No se requieren ningún tipo de manufactura y no necesitan ninguna cadena de distribución. Esto significa que en el momento en que el software existe, el coste de permitir a los usuarios utilizarlo es insignificante, en muchos casos sirviendo para afianzar el uso del producto y evitar la difusión no controlada (piratería).

## Historia
La posibilidad de acceso a ordenadores en los años 50 y 60 trajo consigo el comienzo de la era de la información. Esto impidió que las primeras empresas tecnológicas pensaran en el software como un producto, a diferencia del hardware. El software o bien se incluía en los dispositivos vendidos, permitiendo su uso indefinido, o bien se distribuía libremente a través de simples CDs o llaves USB. En ese momento los conocimientos técnicos necesarios para instalarlo eran elevados y surgieron comunidades de apoyo mutuo sin ánimo de lucro entre usuarios y aficionados. Esta cultura se daría a llamar ética hacker y buscaba compartir tanto software como información sobre las nuevas tecnologías.
Debido a los cambios en la industria informática en los años 70 y 80, el software se convertiría progresivamente en un bien comercial por sí mismo. En 1969 IBM lideró el cambio en la industria al comenzar a cobrar por separado los servicios y software (mainframe) y dejar de suministrar el código fuente bajo la amenaza de un litigio antimonopolio. En 1983, los tribunales de EEUU dictaminaron que el copyright se aplica al software binario (caso Apple contra Franklin), antes de que solo el código fuente fuera autorizable. Además, la creciente disponibilidad de millones de computadoras basadas en la misma arquitectura de microprocesador creó por primera vez un mercado masivo, compatible y listo para la comercialización de software binario de venta minorista.

## Modelos de comercialización de software

### Comercialización de software privativo
La opinión más extendida es que la mejor forma de vender el software es haciéndolo propietario, es decir, cuando se impide copiar o redistribuir a los usuarios. El control sobre la distribución puede formalizarse mediante derechos de autor que, junto a las patentes de software y los secretos comerciales, proporcionan una base legal para al titular de la propiedad intelectual. Los mecanismos técnicos que intentan imponer el derecho exclusivo de distribución son mecanismos de protección contra copia, a menudo vinculados a los medios físicos (disquete, CD, etc.) del software, y mecanismos de gestión de derechos digitales (DRM).
Cuando el software se vende solo en su forma binaria, que es lo contrario de código abierto, se logra un control exclusivo sobre los derivados de software y un mayor desarrollo. El proceso de reconstrucción de ingeniería inversa de un software complejo y, a menudo, imposible en la práctica.

Microsoft Windows, es un claro ejemplo de software comercial o no libre.

Craig Mundie de Microsoft describió este modelo de negocio, también denominado "modelo de investigación y desarrollo", "modelo de alquiler de PI" (o "IP-rent model" en inglés) o "modelo de negocio de software propietario".

"Las empresas y los inversores deben centrarse en modelos de negocio que pueden ser sostenibles a largo plazo en la economía del mundo real ... Nos comprometemos enfáticamente a un modelo que proteja los derechos de propiedad intelectual en el software y garantice la vitalidad continua de un sector de software independiente que genere ingresos y continúe la investigación en curso y el desarrollo. Este modelo de investigación y desarrollo ... basado en la importancia de los derechos de propiedad intelectual [fue la base] en la ley que hizo posible que las empresas recauden capital, asuman riesgos, se centren en el largo plazo y creen modelos de negocios sostenibles ... un modelo económico que protege la propiedad intelectual y un modelo comercial que recupera los costos de investigación y desarrollo y ha demostrado en repetidas ocasiones que pueden crear impresionantes Beneficios económicos y distribuirlos muy ampliamente".

### Prueba gratuita limitada
Normalmente, los programas de software de pago tienen una "versión de prueba", que puede ser:
1. Una versión del programa cuyos contenidos estén restringidos y haya que comprar la versión completa para acceder a todos ellos.
2. Una versión similar a la completa, pero que caduca llegado a cierto tiempo de manera que ya no se pueda usar más. Es menos segura que la anterior porque al caducar se puede reinstalar perfectamente; aun así, aún hay software de pago que la usa.

Técnicamente, las versiones de prueba de los programas de pago se llaman Shareware.